# Ferrari 150° Italia
Ferrari 150° Italia (спочатку Ferrari F150, згодом Ferrari F150th Italia, заводський код 662) — гоночний автомобіль з відкритими колесами розроблений конструкторами команди Scuderia Ferrari на чолі з технічним директором Альдо Костою для участі в Чемпіонаті світу сезону 2011 року.

## Презентація
Презентація боліда відбулася 28 січня 2011 року в Маранелло, а також в інтернеті на спеціально створеному сайті, присвяченому цій події.

## Історія назви
Індекс шасі був обраний на честь 150-річчя об'єднання Італії.
10 лютого 2011 року компанія Ford оголосила, що подасть на Ferrari до суду за незаконне використання торговельної марки F-150, під якою Ford випускає пікапи, після чого Ferrari перейменувала болід на Ferrari F150th Italia
3 березня Ferrari оголосила про врегулювання конфлікту з компанією Ford з приводу назви машини. Модель отримала нову назву Ferrari 150° Italia.

## Тести
Перша обкатка боліду пройшла 28 і 29 січня на трасі Фьорано в рамках зйомки рекламного ролика. Перші повноцінні тести машини команда провела з 1 по 3 лютого 2011 року у Валенсії.